# Сонково (станція)
Сонко́во (рос. Сонково) — вузлова товарно-пасажирська залізнична станція у Росії, належить до Московського відділення Жовтневої залізниці на стику з Північною залізницею, з рухом у чотирьох напрямках. Станція розташована в однойменному селищі Тверської області. Власне селище Сонково виникло і розвивалося як пристанційне, і досі його вважають одним з найбільших залізничних вузлів у регіоні , а більшість жителів селища пов'язані із залізницею .

## Історія станції

### Будівництво залізниці
Станція виникла у 1870 році при будівництві залізничної лінії, яка повинна була з'єднати Рибінськ (кінцевий пункт волзької торгівлі зерном) з Москвою і Петербургом. У 1869 році було засновано акціонерне товариство «Рибінськ-Бологівська залізниця», а в 1870 році (за іншими даними — в 1871 році) залізнична лінія Бологе — Рибінськ, яка пройшла через Удомлю і Бежецьк, була здана в експлуатацію. Для забезпечення нової лінії паровозною тягою на станції були побудовані паровозне депо і водонапірна башта.
Спочатку станція і депо при ній називалися Савеліно (за назвою найближчого села). Після продовження залізниці в північному напрямку на Красний Холм (1898) і в південному на Кашин (1899) станція Савеліно стала вузловою, навколо неї сформувалося пристанційне селище. У 1903 році після продовження залізниці на Савелове, селище і станцію, щоб уникнути плутанини, перейменували в Сонково за назвою найближчого пустища. У 1921 році було відкрито наскрізний залізничний рух на Санкт-Петербург через Пестово — Мгу, і Савеловська гілка (Молозький хід) стала фактичним дублером залізниці Москва — Ленінград.
У травні 1897 року на будівництві залізниці розпочався великий страйк. 1 — 2 травня понад тисячу чоловік призупинили роботу і пред'явили підряднику свої вимоги. Для врегулювання ситуації з Кашина надіслали групу поліцейських чиновників. Увечері 4 травня робота була відновлена, однак 135 осіб залишили будівництво. Через півроку на будівництві знову виникли заворушення. 5 листопада, після того, як підрядчик зник з грошима, не розрахувавшись з робітниками, вони почали громити контору. У Савеліно знову прибули чиновники з Кашина, а також військові підрозділи. Адміністрація запропонувала робочим виплатити 75 відсотків зароблених грошей, однак частина робочих наполягала на повному розрахунку. Протягом декількох днів вдалося закінчити розрахунки з робітниками і врегулювати конфлікт, а 14 листопада справа була завершена і контора в Савеліно закрита  .
Залізниця, до якої належала станція Сонково, неодноразово змінювала свою назву, а станція — свою приналежність. Спочатку вона належала до Рибінськ-Бологівської залізниці, яка в 1897 році була перетворена в Московсько-Віндаво-Рибінську. У вересні 1918 року Московсько-Віндаво-Рибінську залізницю, до складу якої входила станція, було націоналізовано і передано у відання Народного комісаріату шляхів сполучення.

### Станція під час Другої світової війни
Під час Другої світової війни залізничний вузол Сонково використовувався для перекидання ешелонів і перевезення військових вантажів Волховського, Калінінського та інших фронтів, евакуації жителів окупованих районів Калінінської та інших областей, сполучення з блокадним Ленінградом, в селищі Сонково працював великий евакуаційний пункт, при цьому ділянка Будогощ — Сонково був забитий ешелонами і військовими вантажами .
На початку війни залізничний вузол піддавався бомбардуванням німецької авіації, перше бомбардування було 12 жовтня 1941. Проте залізничникам вдалося забезпечити безперебійну роботу залізничного вузла. Як зазначено в одному з документів 52-ї окремої армії, у грудні 1941 року по станції Сонково проходила тилова межа армії, а сама станція використовувалася як розподільча зазначеною армією спільно з Північно-Західним і Калінінським фронтами.
Під час війни сонковські залізничники забезпечували необхідні перевезення. Так, наприкінці літа — початку осені 1941 року машиністи депо Сонково за півтора місяця провели понад 130 важковагових поїздів з вантажем, при тому що у звичайних умовах для перевезення цього вантажу знадобилося б ще 50 поїздів. В ході соціалістичного змагання за забезпечення безпеки руху поїздів, оголошеного в 1942 році, сонковські залізничники заощадили 15,5 тисяч вагоно-годин, а працівники пункту огляду перевиконали завдання в 3,5 разів.

### Новітня історія
У 1960 році станція Сонково була переведена зі складу Північної залізниці до складу Жовтневої залізниці. А з жовтня 2000 року локомотивне депо Сонково було юридично ліквідовано і перетворено в цех локомотивного депо Бологе. Розглядалося навіть питання про повну ліквідацію ремонтної бази в Сонково, однак таке рішення не було прийняте, а через деякий час цеху дозволили здійснювати роботи з ремонту локомотивів в обсязі ТО-2 . Крім того, наприкінці 1990-х — початку 2000-х відбулися зміни і в русі пасажирських поїздів: поїзд Москва — Рибінськ став ходити не з Савеловського, а з Білоруського вокзалу, а поїзд Москва — Санкт-Петербург (через Савелово — Сонково — Пестово) був скасований.

### Перспективи
Федеральною програмою модернізації транспортної системи Росії передбачено будівництво другої колії на ділянці Мга — Сонково — Ярославль до 2015 року. Також стратегією розвитку залізничного транспорту в Російській Федерації до 2030 року передбачена електрифікація дільниці Сонково — Дно — Печори-Псковські, яка дозволить перекинути частину перспективного пасажиропотоку з основних напрямків на паралельні їм. Крім того, в засобах масової інформації з'являються повідомлення про заплановану реконструкцію та електрифікацію ділянки Сонково — Хвойна — Будогощ — Кириши — Мга, а також про реконструкцію станції Сонково.

## Підприємства та інфраструктура станції

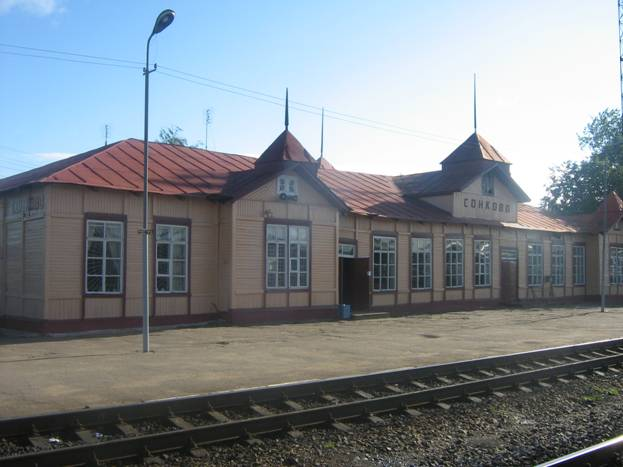
Будівля залізничного вокзалу Сонково

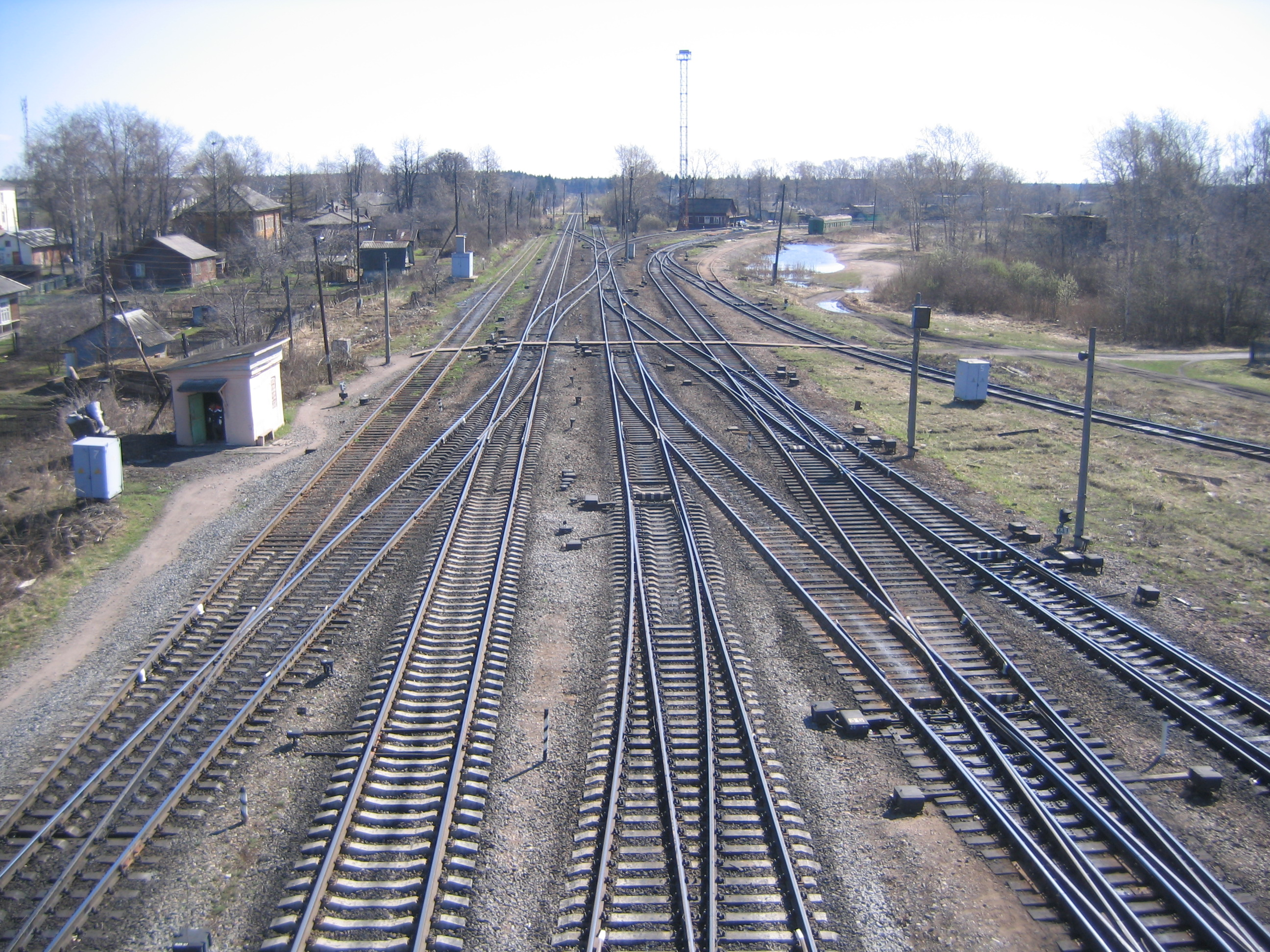
Колійний розвиток на станції Сонково, вид на схід

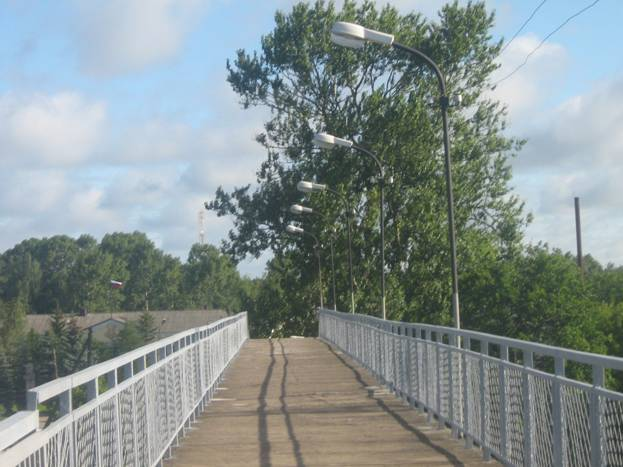
Міст над залізничними коліями, що сполучає північну і південну частини селища Сонково

### Інфраструктура
Наразі Сонково — велика вузлова станція із залізничним вокзалом, колійним розвитком, оборотним депо і локомотивним господарством. Електрифікація на станції відсутня.
Станція розташована на перетині широтної залізниці (Псков — Бологе — Рибінськ — Ярославль) і Молозького ходу (Санкт-Петербург — Мга — Сонково — Савелове — Москва), розміщена в районі Сонково приблизно з півночі на південь. Залізничні колії йдуть від станції у чотирьох напрямках — на північ (Красний Холм), на південь (на Кашин), на захід (на Бежецьк) і на схід (на Рибінськ). Колії станції спрямовані з заходу на схід, в західній горловині станції розташований поворот на північ (на Красний Холм — Пестово), у східній — на південь (на Кашин — Калязин — Савелове — Москву). Колійний розвиток станції налічує понад 15 колій (без урахування депо) . Локомотивне господарство та оборотні тупіки знаходяться в південній частині станції, є оборотне депо і пункт технічного обслуговування локомотивів. Депо має не менше 14 тупіків (причому 14-й глухий кут розташований за 30 метрів від житлових будинків).
Дерев'яна будівля залізничного вокзалу і дві низькі платформи, одна бічна, інша острівна, знаходяться в північній частині станції, у приміщенні вокзалу є квиткова каса і зал очікування. Вокзал має вихід на Вокзальну вулицю, що йде поруч з коліями, і проспект Леніна, розташований паралельно Вокзальній вулиці. У східній горловині станції знаходиться пішохідний міст над коліями, що з'єднує північну і південну частини селища і має вихід в північній частині — на проспект Леніна (біля будівлі адміністрації району та відділення зв'язку), у південній частині — на Червоноармійську та Лісозаводську вулиці .

### Підприємства станції
Станція є міждорожним стиковим пунктом , при цьому північний, західний і південний напрямок, а також саму станцію відносять до Жовтневої, а східний напрямок — до Північної залізниці. Начальник станції — Олег Вікторович Городко . Колектив залізничників станції налічує декілька сотень людей. Локомотивне господарство (ТД-54) — цех локомотивного депо Бологе (ТЧ-4), до 2000 року локомотивне депо Сонково було самостійним (ТЧ-16). Крім того, Сонково — центр Сонківської дистанції колії, яка обслуговує залізничні колії на ділянках Савелове — Сонково — Овініще, Сонково — Бежецьк — Бологе і Калязін — Углич. Начальник дистанції колії — Мераб Гівієвич Джанелідзе , автор низки публікацій з економіки й історії.

### Комерційні операції
Станом на 2007 рік на станції Сонково проводяться такі комерційні операції:
- продаж квитків на всі пасажирські поїзди, прийом та видача багажу;
- прийом та видача вагонних відправок вантажів, які допускаються до зберігання на відкритих майданчиках станцій;
- прийом та видача дрібних відправок вантажів, що потребують зберігання у критих складах станцій;
- прийом і видача вантажів вагонними і дрібними відправками, що завантажуються цілими вагонами, лише на під'їзних коліях і місцях незагального користування;
- прийом та видача вагонних відправок вантажів, що потребують зберігання у критих складах станцій [26].

### Впровадження сучасних технологій
На станції Сонково застосовуються сучасні технології. Автоматична система комерційного огляду поїздів і вагонів (АСКО-ПВ), система тепловізійного контролю та тензометричні рейки, що зважують під час руху (РТВ-Д) діють на станції і дозволяють виявляти несправності в поїздах, дистанційно визначати масу вантажу і наявність залишків у вагоні після вивантаження. Єдиний на відділенні пункт комерційного огляду обладнаний сучасною обчислювальною технікою. Крім того, на станції впроваджується система менеджменту якості (діаграми Парето, схеми Кауро Ісікави). Заступник начальника станції Борис Іванович Лукін так коментує перспективи застосування сучасних технологій :
|  | Для аналізу виробничих процесів і можливості чинити на них вплив я використовую статистичні методи, рекомендовані службою перевезень. Побудована мною цифрова модель перевізного процесу станції дозволяє в автоматичному режимі створювати звітність. А після аналізу даних — приймати управлінські рішення, засновані на реальних фактах. Наразі проведений глибокий аналіз причин, що перешкоджають просуванню вагонопотоків. Виявлено всі наявні «вузькі» місця. Їх — близько 80. Провадиться розробка методів коригуючого впливу, спрямованих на зменшення впливу негативних моментів у перевезеннях. Впевнений, що за подібними системами майбутнє. |

### Історичні пам'ятки

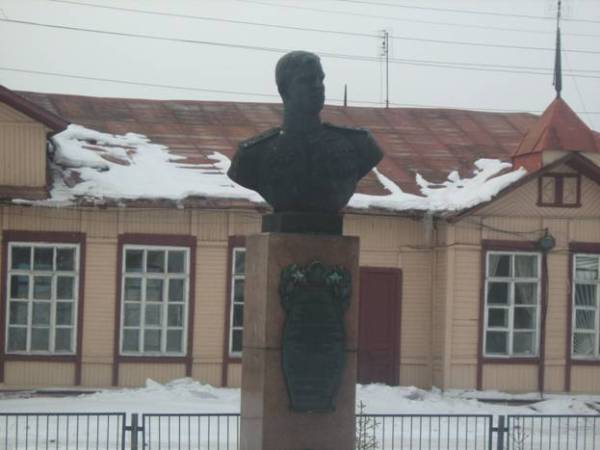
Пам'ятник двічі герою Радянського Союзу, льотчику Василю Андріанову біля залізничного вокзалу

У будівлі вокзалу збереглася стара водонапірна башта для заправки паровозів, а поблизу пішохідного моста — паровоз-пам'ятник  Ер-766-44, встановлений на вічну стоянку в 1995 році з написом на меморіальній плиті: «Цей паровоз — трудівник! У роки Німецько-радянської війни возив снаряди, техніку, солдатів на Західний, Калінінський, Ленінградський, Волховський, Карельський фронти». На привокзальній площі встановлено бюст двічі героя Радянського Союзу, льотчика Василя Івановича Андріанова.

## Рух по станції

### Напрямки руху
Рух поїздів по станції здійснюється у чотирьох напрямках:
- в північному напрямку — на Красний Холм (33 км) — Пестово (147 км) (з відгалуженням на Весьєгонсь (114 км) по станції Овініще—II) — Мгу (464 км) — Санкт-Петербург-Балтійський (513 км)
- у західному напрямку — в Бежецьк (29 км) — Бологе (292 км)
- в східному напрямку — на Рибінськ (105 км) — Ярославль (184 км)
- у південному напрямку — на Кашин (56 км) — Калязин (76 км) — Савелово (128 км) — Москву-Бутирську (262 км) [26]

### Рух вантажних потягів
Основну частину перевезень по станції складають вантажні (товарні) потяги — на станції вони формуються і переформовуються, змінюють локомотиви. За даними на липень 2007 року, в середньому за добу через станцію проходять 24 пари поїздів без переформування і ще 5 з переформуванням. При цьому з Жовтневої залізниці на станцію прибувають поїзди до 116 вагонів, які на Північній прийняти не можуть, і їх доводиться ділити; а з Північної залізниці надходять склади, що мають до 17 груп вагонів .

### Рух пасажирських поїздів
Через Сонково проходять з різною періодичністю кілька поїздів далекого прямування. За даними на літо 2007 року через станцію проходили такі поїзди:
- Санкт-Петербург — Іваново (через Бологе)
- Санкт-Петербург — Уфа (через Бологе)
- Санкт-Петербург — Самара (через Бологе)
- Санкт-Петербург — Ярославль (через Пестово)
- Санкт-Петербург — Сонково (через Бологе)
- Москва — Рибінськ (через Савелове — Калязін)

Єдиний щоденний поїзд далекого прямування — поїзд Санкт-Петербург — Іваново (з безпересадним вагоном на Кострому). Потяг Москва — Рибінськ (з вагонами на Весьєгонськ і Пестово) ходить в літні місяці щоденно, в інші — 3 рази на тиждень. Інші поїзди далекого сполучення або сезонні, або ходять кілька разів на тиждень, або за спеціальним призначенням. У складі потягів також прямують окремі вагони, що забезпечують безпересадкове сполучення Санкт-Петербурга з Оренбургом, Пензою, Уфою та іншими російськими містами . У Сонково потяги дальнього сполучення змінюють тепловози і стоять від 15 до 35 хвилин.
Також (за даними на літо 2007 року) від Сонково щодня ходять кілька приміських поїздів на Бологе і Рибінськ, по одному потягу на день — на Весьєгонськ, Пестово і Савелове, а у вихідні дні — приміський поїзд на Ярославль .
Деякі поїзди проходять в Сонково переформування, і окремі вагони можуть стояти в очікуванні тепловоза по кілька годин. Так, у ранкові години від поїзда Москва — Рибінськ в Сонково відчіплюються вагони на Весьєгонськ і Пестово і причіпляють їх до приміських поїздів на Весьєгонськ і Пестово. Від поїзда Санкт-Петербург — Сонково також відчіплюються вагони на Весьєгонськ, Пестово, Углич, їх причіпляють до попутніх поїздів. У вечірні години, коли поїзди прямують назад, ці маніпуляції проводяться у зворотному напрямку.
Іноді до пасажирських потягів (особливо тих, що прямують на Весьєгонськ) приєднуються вантажні вагони.